# Sowwah Square
Le Sowwah Square est un ensemble de cinq gratte-ciel situés sur l'île Al Maryah, à Abou Dabi aux Émirats arabes unis .
Les cinq tours qui le composent sont :
- L'Al Khatem Tower et l'Al Maqam Tower, qui sont deux tours jumelles de 155 mètres,
- Le Rosewood Abu Dhabi, un hôtel atteignant 140 mètres,
- L'Al Sarab Tower et l'Al Sila Tower, deux autres tours jumelles de 131 mètres.

Le complexe a été achevé en 2012, hormis le Rosewood Abu Dhabi, terminé l'année suivante. Il fait partie d'un grand projet d'aménagement urbain intitulé Abu Dhabi 2030. Les quatre tours contiennent au total 290 000 m² de bureaux.